# Позднее шоу со Стивеном Кольбером
«Позднее шоу со Стивеном Кольбером» (англ. The Late Show with Stephen Colbert) — американское ночное ток-шоу на канале CBS, ведущим которого является Стивен Кольбер. Первый выпуск передачи состоялся 8 сентября 2015 года.

## История
До того, как Кольбер начал вести передачу, в течение 22 лет, начиная с 1993 года, «Позднее шоу» вёл Дэвид Леттерман. В последние годы рейтинг передачи начал падать. В феврале 2013 года по данным TV by the Numbers в среднем выпуск передачи смотрели 3,1 млн зрителей, год спустя этот показатель упал до 2,8 млн. 3 апреля 2014 года Леттерман анонсировал, что собирается уходить на пенсию, а последний выпуск передачи выйдет 20 мая 2015 года. 10 апреля компания CBS сообщила, что его место займет Стивен Кольбер.